# Campionato svedese di pallavolo maschile
Il campionato svedese di pallavolo maschile è un insieme di tornei pallavolistici per squadre di club svedesi, istituiti dalla Federazione pallavolistica della Svezia.

## Struttura
- Campionati nazionali professionistici:

Elitserien: a girone unico, partecipano undici squadre.
- Campionati nazionali non professionistici:

Division 1: a due gironi, partecipano venti squadre;
Division 2: a sei gironi, partecipano fino a sessanta squadre;
Division 3: a sei gironi, partecipano fino a settantadue squadre.